# Fredrik II av Brandenburg-Ansbach
Fredrik II av Brandenburg-Ansbach, även Fredrik I och Fredrik V, kallad Fredrik den äldre, född 8 maj  1460 i Ansbach, död 4 april 1536 i Ansbach, var markgreve av Brandenburg-Ansbach från 1486 till 1515 och från 1495 till 1515 även markgreve av Brandenburg-Kulmbach. Han var son till kurfurst Albrekt Akilles av Brandenburg och tillhörde huset Hohenzollern. Han avsattes 1515 av sina två äldsta söner Kasimir av Brandenburg-Kulmbach och Georg av Brandenburg-Ansbach, som delade hans territorier mellan sig.

## Biografi
Fredrik var andre son till kurfurst Albrekt Akilles av Brandenburg (1414–1486) i hans andra äktenskap med Anna av Sachsen, dotter till kurfurst Fredrik II av Sachsen. Genom Albrekt Akilles arvsordning från 1473, Dispositio Achillea, stipulerades att kurfurstetiteln och markgrevskapet Brandenburg skulle tillfalla Fredriks äldre bror Johan Cicero av Brandenburg, medan Fredrik och hans yngre bröder skulle dela på huset Hohenzollerns besittningar i Franken.
Efter Albrekt Akilles död 1486 erhöll Fredrik markgrevskapet Brandenburg-Ansbach, medan hans yngre bror Siegmund regerade Brandenburg-Kulmbach. Efter Siegmunds tidiga död 1495 blev Fredrik även markgreve av Brandenburg-Kulmbach. Fejden med riddarna av Guttenberg varade i fem år från 1497 till 1502 och föranledde Fredrik att 1498 inrätta ett system av vårdkasar i markgrevskapet för att förhindra riddarnas anfall mot städer och byar. Striden avgjordes slutligen i domstol och tvingade det riksridderliga huset Guttenberg att ställa Guttenbergs slott till förfogande samt att bistå markgreven med två riddare i rusttjänst på egen bekostnad.
Vid brodern Johan Ciceros död 1499 trädde Fredrik in som förmyndare åt de minderåriga brorsönerna Joakim I och Albrekt av Brandenburg i kurfurstendömet Brandenburg.
På grund av sin slösaktiga livsstil, de därav följande skulderna i markgrevskapets kassa och sitt under de sista levnadsåren mer och mer dåliga temperament avsattes han 1515 av sina egna söner Georg och Kasimir, som delade faderns furstendömen mellan sig. Fram till Kasimirs död 1527 satt Fredrik fängslad på Plassenburg och tilläts därefter på egen begäran flytta till Georgs hov i Ansbach, där han avled 1536.

## Familj

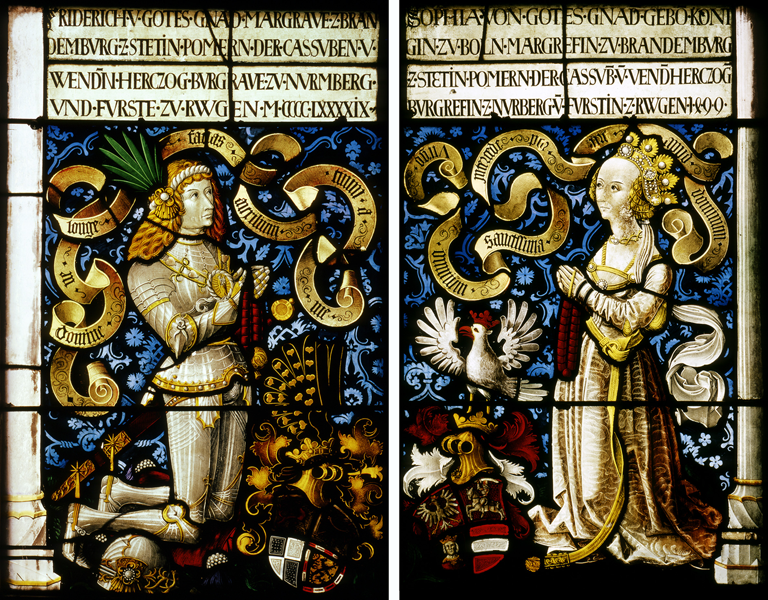
Fredrik II och Sofia Jagellonica, glasmosaik av Hans Kamberger från omkring år 1500 i Langenburgs stadskyrka.

Fredrik gifte sig 14 februari 1479 i Frankfurt an der Oder med prinsessan Sofia Jagellonica av Polen (1464–1512), dotter till kung Kasimir IV av Polen och Elisabet av Österrike. Paret fick följande barn:
- Elisabet (född och död 1480)
- Kasimir (1481–1527), markgreve av Brandenburg-Kulmbach, gift 1518 med Susanna av Bayern (1502–1543)
- Margarete (1483–1532)
- Georg (1484–1543), markgreve av Brandenburg-Ansbach, gift
  - 1) 1509 med Beatrice de Frangepan (1480–1510)
  - 2) 1525 med Hedvig av Münsterberg-Oels (1508–1531)
  - 3) 1532 med Aemilia av Sachsen (1516–1591)
- Sofia av Brandenburg-Ansbach (1485–1537), gift 1518 med hertig Fredrik II av Liegnitz (1480–1547)
- Anna av Brandenburg-Ansbach-Kulmbach (1487–1539), gift 1518 med hertig Wencel II av Teschen
- Barbara (1488–1490)
- Albrekt (1490–1568), högmästare av Tyska orden och förste hertig av Preussen, gift
  - 1) 1526 med prinsessan Dorotea av Danmark (1504–1547)
  - 2) 1550 med Anna Maria av Braunschweig (1532–1568)
- Fredrik (1491–1497)
- Johan av Brandenburg-Ansbach (1493–1525), vicekung i kungariket Valencia, gift 1519 med Germaine de Foix (1490–1536/38), vicedrottning av Valencia och änkedrottning av Aragonien
- Elisabet av Brandenburg-Ansbach-Kulmbach (1494–1518), gift 1510 med markgreve Ernst I av Baden-Durlach (1482–1553)
- Barbara av Brandenburg-Ansbach-Kulmbach (1495–1552), gift 1528 med lantgreve Georg III av Leuchtenberg (1502–1555)
- Fredrik (1497–1536), korherre i Würzburg och Salzburg
- Vilhelm av Brandenburg-Ansbach (1498–1563), ärkebiskop av Riga
- Johan Albrekt av Brandenburg-Ansbach (1499–1550), ärkebiskop av Magdeburg
- Fredrik Albrekt (1501–1504)
- Gumprecht (1503–1528), domherre i Bamberg, påvligt sändebud